# Kafr Nabu
Koordinaten: 36° 22′ 0″ N, 36° 54′ 0″ O
Kafr Nabu (auch Kafr Nabo, Kefr Nabo, Kafr Nabw, in der Antike Kaper Nabou, arabisch كفر نبو, DMG Kafr Nabū) war in der römischen und frühbyzantinischen Zeit eine Siedlung im Gebiet der Toten Städte im Nordwesten von Syrien. Die Ruinen  einer Kirche und zahlreicher Wohngebäude aus dem 2. bis 7. Jahrhundert sind erhalten. Als Besonderheit gilt eine Ölpresse, die drei orientalischen Gottheiten geweiht war.

## Lage
Kafr Nabu liegt im Gouvernement Aleppo, etwa 28 Kilometer Luftlinie nordwestlich von Aleppo und 537 Meter hoch auf dem Dschebel Siman. Das verkarstete Hügelgebiet ist ein Teil des nordsyrischen Kalksteinmassivs. Der Ort ist über das an der Hauptstrecke von Aleppo nach Afrin gelegene Deir Seman erreichbar. Von dort führt eine asphaltierte Nebenstraße fünf Kilometer nach Osten in die Berge zum Ort Basufan und drei Kilometer weiter nach Burj Haidar. Hier zweigt eine Piste in nördlicher Richtung ab, die nach 2,5 Kilometer Kafr Nabu erreicht. Etwa auf gleicher Höhe 3,5 Kilometer weiter östlich liegt Kalota. Eine andere Straße von Norden verlässt bei Basuta das Afrin-Tal und gelangt zunächst nach Brad, dem antiken Verwaltungszentrum der Region auf dem zentralen Plateau, das drei Kilometer entfernt von Kafr Nabu und von diesem durch einen Kalksteinriegel getrennt ist.

## Geschichte und Ortsbild
Die Ruinen der Gebäude liegen verstreut am höchsten Punkt des flachwelligen Berglandes, zwischen dessen freiliegenden Felsplatten und Steinhaufen nur eine geringe Bodenschicht einen kargen Grasbewuchs zulässt. Es gedeihen nur einige wenige Olivenbäume auf der ansonsten baumlosen Hügelkuppe. Bereits im 2. Jahrhundert und damit ein Jahrhundert früher als die Nachbarorte auf dem Dschebel Siman begann die Blütezeit von Kafr Nabu und dem regionalen Hauptort Brad, der in der Antike Kaprobarada hieß.
Zur antiken Zeit war die Herstellung von Olivenöl der vermutlich einträglichste Wirtschaftsfaktor und wurde entsprechend in den religiösen Kult eingebunden. Eine Inschrift von 224 n. Chr. an einer Olivenpresse erwähnt, dass diese bei ihrer Fertigstellung den lokalen Ahnengöttern Seimios, Symbetylos und Leōn geweiht worden sei. Die Inschrift zeigt, dass das wirtschaftliche Wachstum nicht erst mit der Einführung des Christentums im 4. Jahrhundert begann. Die letzte Türinschrift an einem Haus ohne ein christliches Kreuz trägt die Jahreszahl 455/456. Zumindest bis dahin gab es folglich noch Anhänger der polytheistischen Religion. Die vollständige Christianisierung des Ortes hing mit der Ausbreitung des Monophysitismus zusammen und hatte wohl erst Ende des 5. Jahrhunderts  stattgefunden.
Dass in den meisten Häusern Viehtröge gefunden wurden, lässt darauf schließen, dass Viehzucht zumindest für die Selbstversorgung ebenfalls von wirtschaftlicher Bedeutung war. Zu den 75 Wohnhäusern des Ortes gehörte ein durch Grenzsteine markiertes Ackerland von 600 Hektar. Die zur römischen Zeit gebauten Dorfhäuser besaßen zwei nebeneinanderliegende kleine Räume aus einem unregelmäßigen, grob behauenen Kalksteinmauerwerk. Die meisten der frühen Häuser waren eingeschossig und besaßen ein flaches Dach aus einer Holzbalkenlage. Sie waren wesentlich einfacher als die aufwändig gestalteten, zweigeschossigen Residenzen mit Satteldächern, die erst zwischen dem 4. und 6. Jahrhundert typisch wurden. Aus dieser Zeit sind einige Gebäude in ein- bis zweigeschossiger Höhe mit an den Längsseiten angebauten Pfeilerportiken erhalten. Die langrechteckigen Häuser orientierten sich meist in ost-westlicher Richtung, der  Eingang lag an der Südseite.  
Von einem 224 n. Chr. datierten Tempel im griechischen Stil blieben nur geringe Reste. Er war dem orientalischen Gott Nabu geweiht, der nicht nur dem Tempel und dem Ort, sondern damals auch dem gesamten Berggebiet seinen Namen gab. Noch im 13. Jahrhundert beschrieb der arabische Geograf Yaqut eine Tempelruine und bezeichnete den Dschebel Siman mit seinem früheren Namen als Dschebel Nabu.
Die drei im Zusammenhang mit der Olivenpresse erwähnten Gottheiten dürften lokale Formen einer der in Syrien üblichen Triaden von semitischen Göttern gewesen sein, die teilweise auf babylonische Wurzeln zurückgingen und unter den römischen Göttern Entsprechungen hatten. Seimios wird mit dem Himmelsgott Baal gleichgesetzt, Symbetylos war eine Fruchtbarkeitsgöttin und entsprach vermutlich Atargatis, der weniger häufig verehrte Leon soll Zeus Gennaios entsprochen haben.
Später wurde der Tempel durch eine Basilika ersetzt. Howard Crosby Butler schätzte sie um 1900 nach einer Stiluntersuchung in das 4. Jahrhundert. An die Kirche war eine gemäß einer Inschrift 504/505 fertiggestellte Pilgerherberge (Pandocheion) angeschlossen. Die Herberge diente als Zwischenstation für Pilger auf dem Weg zum Simeonskloster; das 40 × 15 Meter große Gebäude war durch eine Zwischenwand in einen Bereich für Männer und Frauen unterteilt.
Eine Kapelle wurde nach einer syrischen Inschrift über dem Portal an der Südseite im Jahr 525 eingeweiht.